# 穆瓦永维拉日
穆瓦永维拉日（法語：Moyon Villages，法語發音：[mwajɔ̃ vilaʒ]）是法国芒什省的一个市镇，属于圣洛区。该市镇于2016年由原市镇舍夫里、勒梅尼勒奥帕克和穆瓦永合并而成，行政中心位于穆瓦永。

## 地名
该地名“穆瓦永维拉日”（Moyon Villages）由两部分组成：“穆瓦永”（Moyon），该市镇的前身及主体；“维拉日”（Villages），法语意为“村庄”，这里为复数形式，指多个村庄的集合。

## 地理
穆瓦永维拉日（49°0'2.9"N, 1°7'7.0"W）面积32.94 平方千米，位于法国诺曼底大区芒什省，该省份为法国西北部沿海省份，西、北、东北三面环大西洋，东起顺时针与卡爾瓦多斯省、奧恩省、马耶讷省和伊勒-维莱讷省接壤。
与穆瓦永维拉日接壤的市镇（或旧市镇、城区）包括：博库德赖、拉艾贝勒丰、泰西博卡日、维勒博东、维尔河畔孔代、布尔瓦莱、圣马丹德邦福塞。
穆瓦永维拉日的时区为UTC+01:00、UTC+02:00（夏令时）。

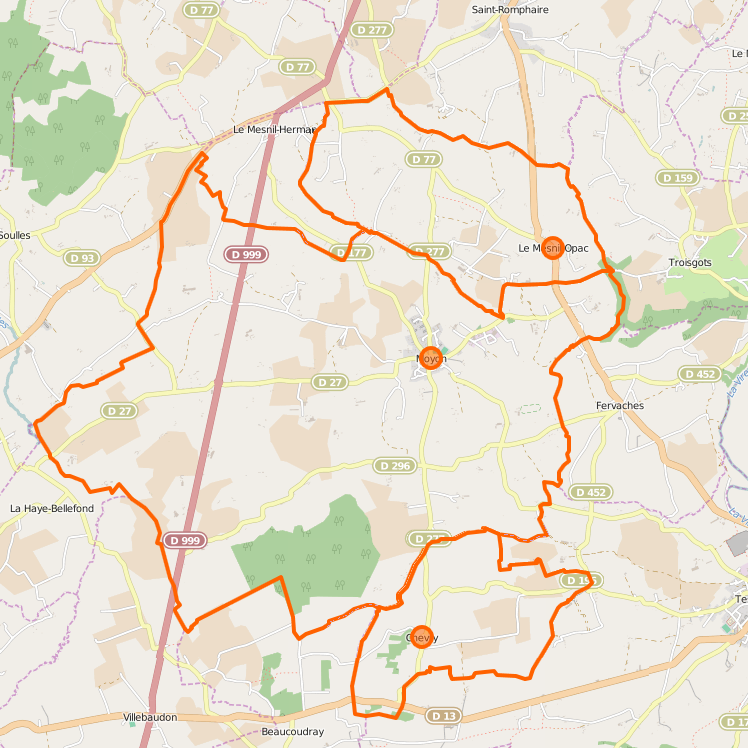
穆瓦永维拉日的OSM定位图

## 行政
穆瓦永维拉日的邮政编码为50860，INSEE市镇编码为50363。

## 政治
穆瓦永维拉日所属的省级选区为维尔河畔孔代县。

## 人口
穆瓦永维拉日于2022年1月1日时的人口数量为1465人。